# García Jiménez (siglo XI)
García Jiménez fue un noble castellano vasallo del rey Alfonso VI de León que en el siglo XI dirigió una serie de correrías contra los reinos taifas de al-Ándalus desde el fuerte castillo de Aledo (Murcia), situado en una posición inexpugnable entre Lorca y Murcia.
En este contexto, la profunda debilidad militar y la división de los reinos de taifas permitió el avance castellano sobre Badajoz y Toledo (1085); y al mismo tiempo, que García Jiménez, desde una posición aislada y alejada del resto de los territorios castellanos se hiciera fuerte en el limitado recinto de Aledo. De hecho, esta situación llegaba al extremo de permitir que García Jiménez pusiera en jaque a las tropas del reino musulmán de Murcia beneficiándose de los diferentes conflictos internos de las taifas, el juego político de la época y el hecho de que el castillo de Aledo estuviera construido en piedra.
García Jiménez y sus caballeros dominaron Aledo desde el año 1086 hasta seis años más tarde. Sin embargo, la llegada de las tropas almorávides en 1089 inició el asedio del Castillo de Aledo por parte de tropas coaligadas de los almorávides y las de los reinos taifas de Sevilla, Granada, Murcia y Almería. Sin embargo, incluso en esta situación, afloraron las tensiones entre los musulmanes divididos en torno a la posesión de la taifa de Murcia, lo que dio tiempo y, en ocasiones, colaboración externa a los defensores.
La fortaleza de Aledo recibiría diversos asedios por tropas almorávides. Por parte castellana, Alfonso VI apoyándose en el Cid trata de socorrer varias veces la plaza sin éxito. Finalmente, en 1092 la fortaleza de Aledo es evacuada y abandonada a los castellanos presa del hambre.